# Boissower See
Der Boissower See liegt auf dem Gebiet der Stadt Zarrentin am Schaalsee im Landkreis Ludwigslust-Parchim im Westen von Mecklenburg-Vorpommern.

## Beschreibung
Der etwa 830 Meter lange und maximal 470 Meter breite See liegt nordöstlich des Kernortes Zarrentin, nordöstlich des Zarrentiner Ortsteils Boissow, östlich des 24 km² großen Schaalsees und südlich des 60 ha großen Neuenkirchener Sees. Zu- und Abfluss erfolgen über den Hammerbach, einen linken Zufluss der Schaale.
Der ca. 35 ha große Boissower See gehört zum ca. 86 ha großen Naturschutzgebiet Boissower See und Südteil des Neuenkirchener Sees.